# Honoratus von Arles

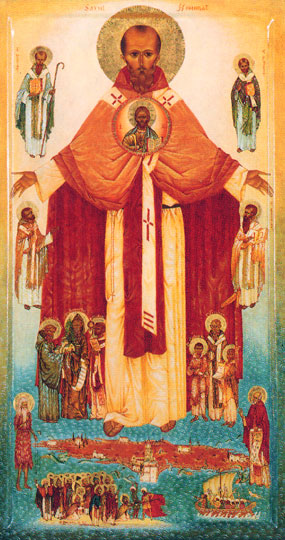
Orthodoxe Ikone des Heiligen Honoratus

Honoratus von Arles (* im belgischen Gallien; † 16. Januar 429 oder 430 in Arelate) war Bischof im heutigen Arles (Südfrankreich) im 5. Jahrhundert und ist ein Heiliger.

## Leben
Honoratus stammte aus einer Konsulsfamilie und war dementsprechend gebildet. Er bekehrte sich bereits als Jugendlicher zum Christentum. Zunächst lebte er in einer Einsiedelei in Griechenland. Später kehrte er nach Gallien zurück und lebte zurückgezogen in den Bergen von Fréjus. Nach seiner Weihe zum Priester gründete er auf der Insel Saint-Honorat (Îles de Lérins) ein Kloster nach orientalischem Vorbild, die Abtei Lérins, die stark asketisch geprägt war und sich bald zu einem geistigen Zentrum Galliens entwickelte. Im Jahr 426 wurde Honoratus gegen seinen Willen zum Bischof von Arles geweiht. Seine Amtsdauer war von Hingabe und Nächstenliebe geprägt.
Sein Biograph war sein Neffe und Nachfolger Hilarius von Arles.

## Verehrung
Sein Gedenktag ist der 16. Januar.
2017 nahm die Russisch-Orthodoxe Kirche Honoratus in ihren Heiligenkalender auf.